# Саопштење
Саопштење (ен. Press Release, News Release, Media Release, Press Statement) је писана или снимљена комуникација која се примарно директно или индиректно упућује медијима (саопштења за медије) са циљем објаве одређене тврдње, у форми која има вредност као вест (ен. Newsworthy). Смисао креирања саопштења је обавештавање јавности (саопштења за јавност) о активностима организације.
Саопштења се обично шаљу путем класичне поште, имејл-ом, факсом уредницима или новинарима у медијима, који одлучују да ли је послато саопштење интересантно за објављивање или не. Постоје и специјализовани сервиси за дистрибуцију саопштења за јавност. 
Креирање и слање саопштења представља основну активност односа с јавношћу, која има за циљ привлачење пажње медија ради стицања (позитивног) публицитета организације на коју се саопштење односи. Последњих година све је актуелније објављивање саопштења специјализованим интернет медијима.